# Auriflama (ort)
Auriflama är en ort i Brasilien.   Den ligger i kommunen Auriflama och delstaten São Paulo, i den södra delen av landet, 600 km sydväst om huvudstaden Brasília. Auriflama ligger 473 meter över havet och antalet invånare är 11 970.
Terrängen runt Auriflama är huvudsakligen platt. Auriflama ligger uppe på en höjd. Auriflama är det största samhället i trakten.
Trakten runt Auriflama består i huvudsak av gräsmarker. Runt Auriflama är det glesbefolkat, med 16 invånare per kvadratkilometer.